# Kulm bei Weiz
Kulm bei Weiz is een voormalige gemeente in de Oostenrijkse deelstaat Stiermarken. De gemeente maakte deel uit van het district Weiz, telde in 2013 486 inwoners en bestond uit de ortschaften Kulming en Rohrbach am Kulm. 
In 2015 ging Kulm bei Weiz bij een herindeling, tegelijkertijd met Pischelsdorf in der Steiermark en Reichendorf, op in de nieuwe gemeente Pischelsdorf am Kulm.
Albersdorf-Prebuch
· Anger
· Birkfeld
· Fischbach
· Fladnitz an der Teichalm
· Floing
· Gasen
· Gersdorf an der Feistritz
· Gleisdorf
· Gutenberg
· Hofstätten an der Raab
· Ilztal
· Ludersdorf-Wilfersdorf
· Markt Hartmannsdorf
· Miesenbach bei Birkfeld
· Mitterdorf an der Raab
· Mortantsch
· Naas
· Passail
· Pischelsdorf am Kulm
· Puch bei Weiz
· Ratten
· Rettenegg
· Sankt Kathrein am Hauenstein
· Sankt Kathrein am Offenegg
· Sankt Margarethen an der Raab
· Sankt Ruprecht an der Raab
· Sinabelkirchen
· Strallegg
· Thannhausen
· Weiz
- Gemeinsame Normdatei: 4466387-0
- Virtual International Authority File: 241853656